# Callirhipis carolinensis
Callirhipis carolinensis là một loài bọ cánh cứng trong họ Callirhipidae. Loài này được Blair miêu tả khoa học đầu tiên năm 1940.